# Oryzopsis hendersonii
Oryzopsis hendersonii är en gräsart som beskrevs av George Vasey. Oryzopsis hendersonii ingår i släktet Oryzopsis och familjen gräs. Inga underarter finns listade i Catalogue of Life.